# Adi Cusin
Adi Cusin (n. 26 ianuarie 1941, Gleiwitz, Germania Nazistă – d. 21 aprilie 2008, București, România) a fost un poet român.

## Biografie cronologică
Pe 26 ianuarie 1941 se naște la Gleiwitz, în Germania (actualmente Gliwice, Polonia), Adolf Aristotel Cusin, viitorul poet, cunoscut sub numele cu care-și va semna scrierile de la debut și până la ultima carte, Adi Cusin.
Adi Cusin s-a născut din părinți români. Tatăl, Ioan Cusin (n. 1911), era din Rădăuți-Prut, jud. Botoșani, iar mama, Aurelia Cobilanschi (n. 1923) din Cernăuți. 
Născut într-o familie de gospodari înstăriți din Rădăuți-Prut, tatăl avea să urmeze școala generală și liceul la Școala de băieți „Grigore Ghica-Vodă" din Dorohoi, apoi Facultatea de drept din Cernăuți, fără a susține însă licența. Orientându-se spre Școala medie de căi ferate din Cernăuți, în 1940 obține diploma de șef de gară și o cunoaște pe Aurelia Cobilanschi, cu care se căsătorește. Dar imediat după căsătorie, în iunie 1940, când Basarabia a fost ocupată de ruși, sunt nevoiți să se repatrieze prin Germania, astfel că până în iunie 1941 au stat în lagărul de la Gleiwitz, unde li s-a născut primul copil. Repatriați, împreună cu mulți români în aceeași situație, au fost nevoiți, prin natura meseriei lui Ioan Cusin și datorită condițiilor istorice să străbată țara: până în 1954 au locuit la Cernăuți, au schimbat apoi localitate după localitate (Turnu Severin, Slatina, Craiova, Pojorâta, Buhuși, Câmpulung-Moldovenesc, Adjud).
Mama, Aurelia Cobilanschi, femeie instruită și sensibilă, care absolvise Liceul „Oltea Doamna" din Cernăuți, și-a crescut cu grijă cei doi copii, pe Adi și Liliana, în pofida condițiilor vitrege din epocă. Într-o confesiune târzie, poetul își portretiza astfel mama: „Ca o icoană vie a strălucit între toți minunata mea mamă, suflet inegalabil prin frumusețea sa. Ea a făcut ca noi să nu simțim prea devreme durerile și nedreptățile vieții, luând asupră-și griji pe care sufletul ei generos n-ar fi trebuit să le cunoască. Genunchii și fruntea ei au sărutat lespezile multor biserici și mănăstiri din Bucovina, rugăndu-se pentru sănătatea și liniștea familiei ei. Și sigur că rugile, prin sufletul ei, i-au fost ascultate."
- 1948-1956 Urmează cursurile Școlii generale din Câmpulung Moldovenesc. Din această perioadă datează și primele încercări literare.
- 1957-1962 Este elev al Liceului „Costache Negruzzi" din Iași.

În 1957 revista „Iașul literar" îi va publica poemul Foc, apariție pe care poetul o înregistrează ca debut absolut.
- 1962-1967 Urmează cursurile Facultății de filologie (secția română-franceză) a Universității „Al. I. Cuza" - Iași. Stârnește admirația colegilor cu vocație literară, citind poeme la cenaclul universității. Publică poeme în revistele Luceafărul, Amfiteatru, Convorbiri literare, Cronica, Ateneu. Devine repede poetul ales și rebel care scria poezii „neconforme", pe care prietenii i le recitau pe aleile Copoului.

În 1960 se căsătorește cu Cornelia Covrig, colegă de facultate, apoi profesoară de limba română.
În 1966, revista Luceafărul îi acordă Premiul pentru poezie. Leagă prietenii cu tinerii, pe atunci, poeți ieșeni (unii dintre ei colegi de facultate) Cezar Ivănescu, Mihai Ursachi, Dan Laurențiu, Emil Brumaru sau cu prozatorii Eugen Andoni, Stelian Baboi și Victor Leahu. 
Prețuit de colegi ca cel mai spectaculos poet al generației sale, numit deseori „noul Labiș", Adi Cusin e invitat la aproape toate întrunirile literare din Iași și din Moldova. Rememorând, prin 2007, una din întâlnirile cu Adi Cusin, Cezar Ivănescu spunea: „ Întâlnirea, la care asistau și alți prieteni ieșeni, pe lângă masivul nostru grup de bârlădeni, ne-a amuțit pe toți: Adi a început să-și recite poemele, stârnit și "biciuit" continuu de Sandu Popovici, care-i mai azvârlea, zâmbind, câte un titlu sau câte un vers și, în final, după o îndelungată tăcere și "o matură chibzuință" (cum zicea regretatul George Macovescu), ne-am dus cu toții la cârciuma "Rarău" din mijlocul Copoului, cârciumă care semăna cu un pavilion de vânătoare... Bârlădenii mei mă priveau întrebător-mustrător, dar eu tăceam adânc, pentru că știam și simțeam că în acea clipă, în toamna anului de grație 1960, nimeni dintre cei vii nu i se putea opune lui Adi Cusin... Și din acea zi, metodic, am devenit un galerian al scrisului...Doi ani de zile am trăit în Iași obsedat și tiranizat de modelul Adi Cusin și m-am eliberat de el abia în ziua în care Adi a început să nu-mi mai înțeleagă poemele pe care ceilalți (Laurențiu Ciobanu, Richard Regwald) mi le admirau: el credea, vai, ca și Vasile Voiculescu în alt timp, că poezia trebuie să fie accesibilă, înțeleasă de toți... " 
- 1968 Debut editorial cu volumul de poeme A fi, apărut la Editura Tineretului, București, colecția „Luceafărul". Este secretar literar la Teatrul pentru copii și tineret din Iași. I se acordă Premiul revistei „Cronica" la prima ediție a Festivalului național de poezie „Mihai Eminescu".

Înființează la Iași Grupul de poezie „Lunar 11", o inițiativă salutată de publicațiile „Contemporanul", „Viața studențească", „Cronica", „Scânteia tineretului". Devine membru al Uniunii Scriitorilor din România. 
- 1970 Editura „Cartea Românească" din București îi publică a doua carte de poeme, Umbra punților, care se bucură de un ecou favorabil în toată presa literară. Au scris despre carte, între alții: Ștefan Augustin Doinaș, Mircea Iorgulescu, Al. Călinescu, Liviu Leonte, Mihai Drăgan, Alexandru Piru.

Despre atmosfera ieșeană de formare ca poet, despre boema literară de atunci, poetul va mărturisi mai târziu: „Desigur că aparțin unei boeme literare, celei ieșene din anii 60-70. Din această boemă nu puteau face parte poeții zilei, aflați atunci la conducerea unor ziare, deci la muncă ... Pentru mine boema ieșeană a însemnat Mircea Ciobanu, Dan Laurențiu, Cristian Simionescu, toți autori de referință. Boema nu e o modă vestimentară, a fi boem pe atunci însemna să te bucuri de lecturile unui Blaga, nu prea cunoscut în anii 60, Radu Gyr, Bacovia, Rilke. Această boemă era o unitate de spirit și decreta, în fond, un mare dezgust și o revoltă în fața realităților. Așadar, boema pentru mine înseamnă a face parte din elita spiritului românesc. Mi-a spus, cândva, un profesor universitar de la Iași: domnule, dați-vă importanță, pentru că mâine o să fiți pe platoul literaturii române, voi, nu alții..." 
- 1972 Poetul se mută la București, unde va ocupa, până în 1975, un post de inspector la Direcția Teatrelor.

Apare cu un grupaj de poeme în Antologie neterminată a poeților români (Anthologie Inachevei des Poetes Roumains), Michel Steriade Editeur, Bruxelles. 
- 1974 Editura „Junimea" din Iași îi publică volumul de poeme Starea a treia.

Divorțează de prima soție.
Tot în acest an apare în Antologia poeților români, alcătuită de Kostas Assimakopoulos și apărută la Editura „Arion" din Atena. 
- 1975-1976 Îl aflăm pe poet la Suceava, unde lucrează ca secretar literar-muzical la Ansamblul folcloric „Ciprian Porumbescu". Aici oricine și-l poate imagina pe poetul peripatetic și boem „pe o stradă din Suceava, mirosea a mere coapte-/ Ca frunzișul de pe creanga sfinților mă risipeam/ Se zăreau printre brizbrizuri pregătirile de noapte,/ Fericirea unei doamne se aprinse după geam...."
- 1977-1979 Deși Bucovina mirifică și miraculoasă își pune amprenta pe sufletul și scrisul poetului, magnetismul capitalei, acolo unde se afirmă altfel scriitorii, face ca Adi Cusin să se întoarcă la București, unde va ocupa, până în 1980, un post de redactor principal la revista „Flacăra", condusă de Adrian Păunescu.

Se căsătorește cu Ana Boștină, care în 1978 îi va dărui o fiică, Ioana Maria (Oana). Oana Cusin, singura fiică a poetului, a absolvit Facultatea de filologie la București (secția germană), fiind în prezent redactor la o revistă în limba germană.
- 1980 Demisionează de la revista „Flacăra" și devine comentator publicist la Redacția Publicațiilor pentru Străinătate, București. Aici îi va avea drept colegi și prieteni statornici pe Valentin F. Mihăescu, Nicolae Șarambei, Corneliu Mihai Radeș, Șerban Stați, Leon Talpă, Dorin Iancu.

Urmează un deceniu întunecat în România, dominat de imbecilitățile dictaturii ceaușiste. De o moralitate exemplară, nefâcând loc niciunui compromis (în jur colcăiau autorașii de poezie patriotardă), Adi Cusin se află între cei care scriu dar nu publică. Discreția sa a dat pentru unii impresia falsă a sterilității. Spirit protestatar, a scris totuși un acrostih despre Casa Scânteii, care a trezit un mare scandal în rândul politrucilor, paznicilor de atunci ai ideologiei comuniste: „Cânt pe catargul cel mai înalt al clădirii 
Atât de sus încât nimeni n-aude ce spun. 
Socotesc înmormântările, mirii, 
Aspru mai scade lumina din zi. Eu adun. 
Sângeră coiful făcut la batistă. Uitarea! 
Câlții de ceață îmi intră în gură când strig. 
În nici o parte a lumii nu-i marea  
Ninge. Pământul se strânge în sine de frig. 
Tinerețea mea pe catarg se înfășură-ntreagă 
Este nevoie de sângele meu simțitor. 
Iată, sublim se conjugă, se leagă 
Ideea de stâlp cu dorința de zbor. 
Cânt pe catargul trecut prin vestite solstiții. 
Atât de sus încât nimeni n-aude ce spun, 
Sub tălpile mele tropăie-ades fericiții. 
Aspru mai scade lumina din zi. Eu adun. " 
Mai târziu, avea să mărturisească: „M-am considerat întotdeauna un poet protestatar și tocmai acest protest a dat vigoare poeziei mele. Vreau să spun că, în timp ce criticii aveau o mare grijă să consolideze ierarhiile bine cunoscute, atunci era timp și pentru poezia mea... Am avut șansa să văd cu ochii mei cum se perindă mode poetice, modele strălucitoare, și am prins și apusul lor... " 
- 1984 Se căsătorește cu Frăguța Cheva, traducătoare specializată în engleză.
- 1990 Îl aflăm tot în București, în aceeași redacție a Publicațiilor pentru Străinătate.

Dictatura comunistă a lui Ceaușescu a căzut, dar drumul spre democrație e greu de găsit. Capitalismul agresiv care se instalează în România prin oameni de proastă calitate, profitori ai revoluției, îmbogățiți peste noapte, îl dezgustă tot mai mult pe poet. Din această perioadă datează versurile: „Pe un scutec mic adoarme țara/ Iar eu o învelesc plângând/ Din somn se naște primăvara/ Ca steaua dintr-un om de rând. " 
- 1994 La editura „Semne" din București îi apare cartea de poeme Țara somnului, cu un cuvânt înainte de Valentin F. Mihăescu. Era o carte așteptată, așa încât din acest orizont al așteptării s-au iscat foarte multe ecouri, care au adus în prim plan, după afirmația prefațatorului, „o carte ce configurează imaginea distinctă a unei sensibilități excepționale".

Între cei care scriu despre Țara somnului se numără: Alex Ștefănescu, George Arion, Aurel Leon, Cornelia Maria Savu, Vasile Petre Fati, Aurel Goci, Saviana Stănescu, Ion Beldeanu, Virgil Mihaiu, Constantin Crișan, Dan Cristea, Ioan Holban. Astfel, cu impecabilul volum Țara somnului, la 53 de ani, poetul își considera opera poetică încheiată, considera că ceea ce a avut de spus în poezia română a spus.
Într-un interviu acordat în 1995 lui Vasile Petre Fati, apărut sub titlul „Dar ce facem cu această lehamite?", Adi Cusin declara că se simte împlinit ca poet, că poezia sa are un sigiliu personal: „Arta mea, atâta câtă este, constă în faptul că dă impresia spontaneității, a prospețimii, iar aceasta ține chiar de artă. Miza poetului în lume este mult prea mare pentru a ne grăbi de dragul unor satisfacții răsplătite imediat. Faptul că ultima mea carte a fost primită cu multă căldură, atât de critici cât și de poeți, dar și de public, într-o perioadă dificilă de tranziție - ce mai caut și eu acum, cu poezia? -, faptul ăsta deci demonstrează neliniștile unora care nu mai credeau în viața poeziei, punându-mă, adeseori, pe gânduri. Simt că m-am împlinit ca poet, poezia mea având un sigiliu personal, după cum spun confrații mei, un sigiliu inconfundabil, iar pentru mine asta înseamnă enorm. " 
- 1997 Este prezent cu poeme în monumentala antologie de poezie „O mie și una de poezii românești" (11 volume), alcătuită de Laurențiu Ulici și apărută la Editura „Du Style" din București. Este perioada în care reia și fortifică legăturile cu Iașul tinereții și al formării sale ca scriitor. Venea împreună cu soția sa Fraga, în toate vacanțele și de câte ori putea părăsi Bucureștiul. Aici locuiau mai mulți prieteni din tinerețe, dar și sora Liliana și cumnatul său, Constantin Neculau. Iașul redevine cu adevărat orașul său, orașul unde sufletește și cultural se simțea bine.
- 1999 Este prezent cu un grupaj de poeme în Spectre Lyrique - anthologie de Poesie Roumaine Cotemporaine", alcătuită de George Astalos, Editura „Europa", Craiova.

Tot în acest an este prezent cu poeme în Poezia pădurii, antologie inițiată și îngrijită de Radu Cârneci, Editura „Orion", București.
- 2000 Poetul traversează tot mai greu tranziția românească. Sătul de bâlciul politic, interesat doar de cultură, va spune: „Există o mare criză a culturii și o mare degringoladă în toate straturile. Cultura română nu a dispărut, dar totul pare să se prăbușească cu ajutorul nostru, al tuturor. Nu reușim să ieșim cu nici un chip la suprafață."

În „Poezia română după proletcultism - Antologie comentată", Editura „Ex Ponto", Constanța, Constantin Abăluță îi acordă un spațiu consistent, considerându-l unul dintre cei mai importanți poeți români ai ultimilor patru decenii. 
- 2002 Premiul „Opera omnia" pentru literatură, acordat în cadrul Galei „Iurie Matei", Chișinău, ediția a IV-a.

Colaborează cu articole și poeme la revistele „Flacăra", „Kitejgrad", „Literatură și artă".
- 2007 Prezent în decembrie la Bojdeuca din Țicău, la comemorarea a 118 ani de la trecerea în eternitate a lui Ion Creangă, pune la cale împreună cu poetul Daniel Corbu și Editura „Princeps Edit" publicarea unei ediții critice din poeziile sale.
- 2008 Poetul își ordonează poemele și reflexiile lirice scrise în ultimii ani în vederea publicării unui nou volum, căruia îi dă și titlul: La spartul târgului.

Boala de care suferea de vreo câțiva ani se agravează. Spunea celor apropiați că singurul loc pe care ar dori să-l vadă este Iașul. Iată o mărturisire a soției sale, Fraga Cusin: „Nu-mi amintesc să mă fi dus cu el vreodată la o aniversare a orașului București, dar știu că eram prezenți la toate sărbătorile liliacului de la Casa Sadoveanu, la Bojdeuca din Țicău. La Iași îi aducea în vizită și pe prietenii din străinătate. La Iași băteam străzile pe jos, până ne dureau picioarele, la fiecare colț de stradă ne întâlneam cu un cunoscut, cu o amintire, cu o fărâmă de istorie pe care mi-o deslușea poetul. Case, străzi, biserici, monumente, locuitori, copaci... Despre toate povestea cu aceeași ardoare. Când, prea curând, i se apropia sfârșitul, am auzit la radio știrea despre moartea pictorului Sabin Bălașa, care dorise să fie înmormântat la Iași. Atunci, pentru prima oară, Adi Cusin mi-a spus, cu un fel de invidie, că și lui i s-ar cuveni, poate, să fie dus tot acolo. Și s-a făcut voia lui. Poetul ieșean s-a întors printre ai săi. După cinci ani de luptă cu boala necruțătoare, cu reveniri în viața publică, atunci când părea că învinsese cancerul, luptând tot timpul cu înverșunare, dar și cu o discreție, cu o demnitate care mă obligă să-i respect voința de a nu povesti despre suferințele lui." 
În dimineața zilei de 21 aprilie 2008, la ora 8, la vârstă de 67 de ani, Adi Cusin trece la cele veșnice. Dorința de a fi înmormântat la Iași îi este respectată. Trupul neînsuflețit al poetului este depus pentru priveghi la Muzeul „Mihai Eminescu". În drum spre Cimitirul „Eternitatea" a mai traversat o dată Copoul, locul unde se simțea cel mai bine, cel mai acasă, „locul de unde se zăresc sfinții", cum obișnuia să spună.
Apare postum (octombrie) volumul de poeme La spartul târgului, pregătit de poet pe patul de suferință, la "Editura Publicațiilor pentru Străinătate", București. Apar mai multe articole și studii despre Adi Cusin semnate de Dan Cristea („Luceafărul"), Valentin F. Mihăescu („Flacăra"), Daniel Corbu („România literară"), Emilian Marcu („Feed Back"), Mircea Radu Iacoban („Flacăra lui Adrian Păunescu"). Apar, de asemenea, poeme antologice în „Feed Back", „Dacia literară", „Kitejgrad", „Convorbiri literare". 
- 2009 La împlinirea unui an de la trecerea poetului în eternitate, apare la Editura „Princeps Edit" din Iași, sub titlul Umbra punților, o ediție critică Adi Cusin, cuprinzând integrala operei poetice.

## Opera
- A fi - Editura Tineretului (1968), debut, poeme
- Umbra punților - Editura Cartea Românească, 1970, poeme
- Starea a treia - (1974), poeme
- Țara somnului - Editura „Semne”, 1994, poeme
- La spartul tîrgului - poeme postume, Editura Publicațiilor pentru Străinătate, 2008, poeme
- Umbra punților - integrala Adi Cusin, ed. Princeps Edit 2009, Iași